# Amos Biwott
Amos Kipwabok Biwott (Nandi (district), 8 september 1947) is een voormalig Keniaans atleet, die is gespecialiseerd in de 3000 m steeplechase. Hij werd olympisch kampioen op deze discipline.

## Biografie
Biwott had slechts driemaal eerder een 3000 m steeplechase gelopen voordat hij meedeed op dit onderdeel op de Olympische Zomerspelen 1968. Hij liep voor die tijd in een ongewone stijl, doordat hij de eerste loper was die niet eerst zijn voet op de balk zette en er dan overheen sprong, maar deze horde in een grote sprong nam. Hij was de enige loper die zowel in de voorronde als in de finale droge voeten hield. De finale won hij met een voorsprong van 0,6 seconden op zijn landgenoot Benjamin Kogo.
Hij kon dit verrassende succes niet herhalen. Hij werd in 1970 derde op de Gemenebestspelen, zesde op de Olympische Spelen in 1972 en achtste op de Gemenebestspelen in 1972.
Daarna beëindigde hij zijn sportcarrière en werd aangesteld in de Keniaans gevangenis. Hier werd hij in 1978 oneervol ontslagen, nadat hij wegens diefstal was vervolgd. Sindsdien werkt hij als nachtwaker in stadions.
Hij is getrouwd met Cherono Maiyo, die als een van de eerste vrouwelijke Kenianen meedeed aan de Olympische Zomerspelen in 1972. Ze trouwden in 1973 en hebben samen vijf kinderen.

## Palmares

### 3000 m steeplechase
- 1968:  OS - 8.51,02
- 1970:  Gemenebestspelen - 8.30,8
- 1972: 6e OS - 8:33.48
- 1974: 8e Gemenebestspelen - 8.23,73

1920: Percy Hodge ·
1924: Ville Ritola ·
1928: Toivo Loukola ·
1932: Volmari Iso-Hollo ·
1936: Volmari Iso-Hollo ·
1948: Tore Sjöstrand ·
1952: Horace Ashenfelter ·
1956: Chris Brasher ·
1960: Zdzisław Krzyszkowiak ·
1964: Gaston Roelants ·
1968: Amos Biwott ·
1972: Kipchoge Keino ·
1976: Anders Gärderud ·
1980: Bronisław Malinowski ·
1984: Julius Korir ·
1988: Julius Kariuki ·
1992: Matthew Birir ·
1996: Joseph Keter ·
2000: Reuben Kosgei ·
2004: Ezekiel Kemboi ·
2008: Brimin Kipruto ·
2012: Ezekiel Kemboi ·
2016: Conseslus Kipruto ·
2020: Soufiane El Bakkali ·
2024: Soufiane El Bakkali